# Joseph Benedikt Heyrenbach
Joseph Benedikt Heyrenbach (auch Josef Benedikt Heyrenbach oder Joseph Benedict Heyrenbach; *  24. Mai 1738 in Ettal; † 20. April 1779 in Wien) war ein deutscher Jesuit, Historiker und Bibliothekar.

## Leben
Heyernbach, Sohn eines Arztes am Stift Kremsmünster, absolvierte das Gymnasium in Kremsmünster. Er trat 1756 in Wien in den Jesuitenorden ein. Nach dem Noviziat wird er 1759 Repetent an der Ordensniederlassung in Raab, bevor er 1762 kurzzeitig an die Ordensniederlassung nach Trentschin kam. 1763 wurde er Lehrer am Jesuitenkolleg Passau, dem heutigen Gymnasium Leopoldinum. Er unterrichtete unter anderem Grammatik, Poesie und Rhetorik. Von 1767 bis 1770 studierte er dann Theologie an der Universität Wien. Ab 1772 wurde er vom Orden als Historiker eingesetzt, unter anderem beim Jesuitenhaus St. Anna in Wien.
Heyernbach wurde nach der Auflösung des Jesuitenordens 1773 Weltpriester. Am 1. September 1773 erhielt er eine Stelle als überzähliger Kustos der Wiener Hofbibliothek, der heutigen Nationalbibliothek, und wurde am 7. Januar 1774 wirklicher Kustos. Außerdem wurde er Professor der Diplomatik an der Wiener Universität, wobei er auch die ältere Staatsgeschichte Österreichs lehrte. Da Heyernbachs Professur unbesoldet blieb, teilte sein ehemaliger Ordensbruder Joseph Hilarius Eckhel sein Professorengehalt mit ihm.
Heyernbach hinterließ neben den gedruckten Werken eine größere Zahl an Handschriften historischen Inhalts.

## Schriften (Auswahl)
- De salutationis angelicae in sancta ecclesia usu, dissertatio, Bauer, Wien 1773.
- Grundsätze der ältern Staatsgeschichte Österreichs, Pramsteidel, Wien 1776.
- Kaiser Friedrichs Tochter Kunigunde, ein Fragment aus der österreichisch-baierischen Geschichte, sammt einem Codex probationum, Jahn, Wien 1778.